# Johannes Despauterius
Jan de Spouter beter bekend als Johannes Despauterius (Ninove, rond 1480 - Komen (Toen Graafschap Vlaanderen, nu Frankrijk), 1520) was een vooraanstaand Vlaams humanist. Hij geldt als een van de belangrijkste en meest invloedrijke grammatici van de 16de eeuw. Zijn werken bleven klassiekers zolang het Latijn voertaal was in het onderwijs in West-Europa.

## Biografie

### Jeugd
Despauterius, geboren als Jan de Spauter (ook wel Despauter of De Spout), gaat op achttienjarige leeftijd naar het humanistisch college De Lelie in Leuven. Na drie jaar studie is hij Meester in de Kunsten (magister artium) in 1501; wat betekent dat hij de Latijnse grammatica, retorica, dialectica en de musica beheerst. Verder blinkt hij uit in de arithmeca, geometrica en de astronomica. Zijn leermeester was J. Custos (Joannes Custos/ Jan de Coster) die in 1515 de Latijnse school in Brecht stichtte.

### Na zijn studies
Na deze studies begint hij ook les te geven en laat hij zich, naar het gebruik in die tijd, Despauterius noemen. Na enkele jaren stelt hij een grammatica op die snel een weg vindt naar het talenonderwijs in de Nederlanden, Frankrijk en overig West-Europa. Tot in de 19de eeuw kent zijn spraakkunst in zeven boekdelen meer dan 400 herdrukken. De naam van zijn geboortestad Ninove staat zelfs gedurende eeuwen op de kaften van de schoolboeken Latijn vermeld in bijna heel West-Europa. Als gymnasiumleraar was hij actief te Sint-Winoksbergen (destijds Winnoksbergen) alsook Komen (destijds onderdeel van Vlaanderen).

### Verlies van oog
Tijdens zijn leven raakt Despauterius een oog kwijt, wat een beetje zijn grafschrift verklaart:
Hier ligt de eenogige, die nochtans scherper zag dan Argus. Dien het Vlaamse Ninove voortbracht en missen moest. Hij stierf in 1520 en ruste in vrede.

## Werken

### ,,Rudimenta”
Despauterius' voornaamste werk was Introductorium Juvenum in Grammaticam opusculum, dit werk verscheen te Antwerpen in het jaar 1515. Het voorgenoemde werk heeft als inhoud: syntaxis, bepalingen en lexigrafie met een tal van Nederlandse vertalingen.

## Het portret van Despauterius, 500e sterfdag
Het portretschilderij van Despauterius werd geanalyseerd door het KIK. Inge Noppe, een zelfstandig restauratrice restaureerde het werk. Het onderzoek naar de identiteit alsook de herkomst van het schilderij was in samenwerking met de stad Ninove en historicus Dirk Van de Perre .

## Eerbetoon/memorabilia

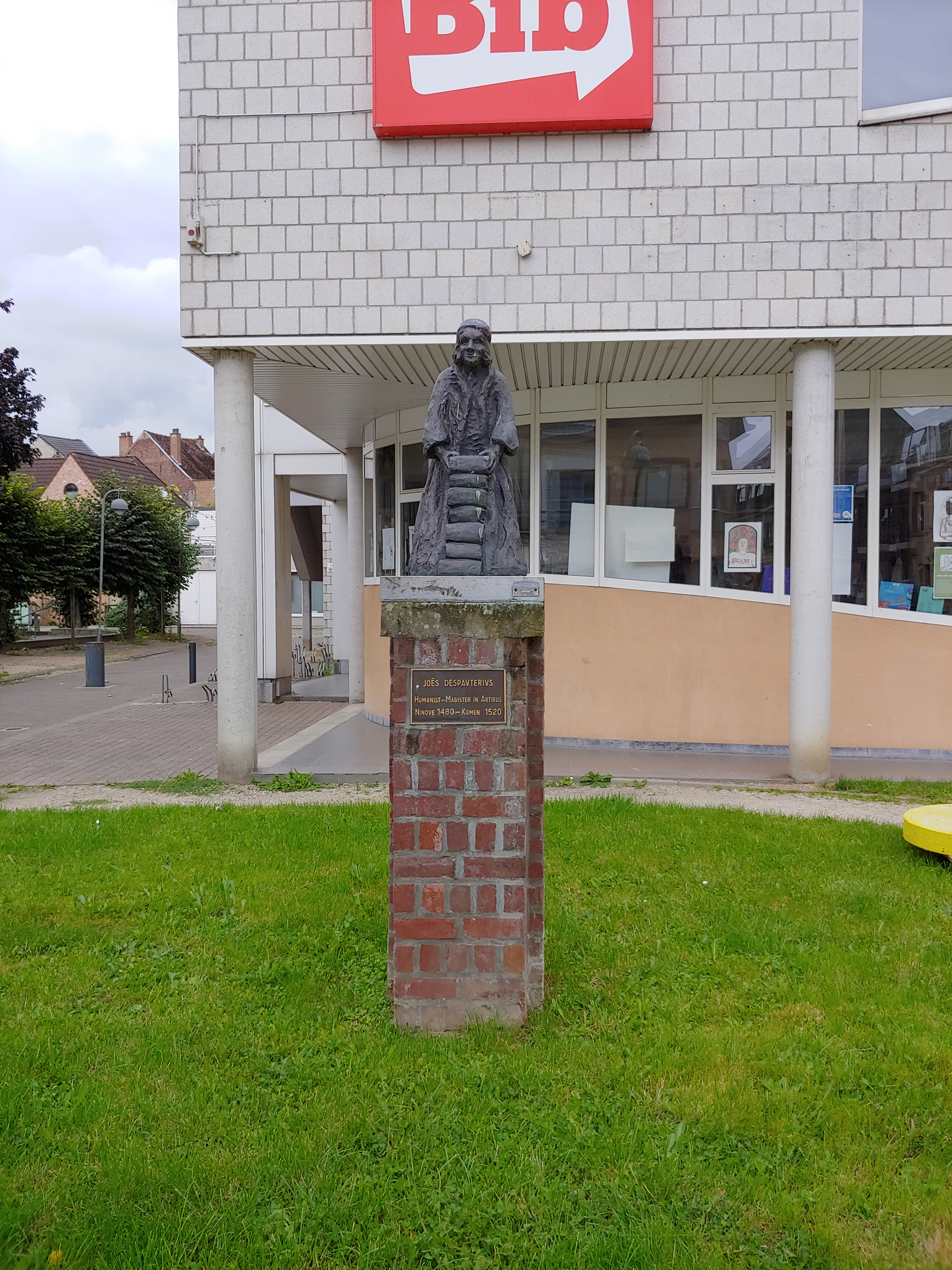
Het standbeeld van Despauterius te Ninove.

Zijn standbeeld, ontworpen door René Daelman, ook een Ninovieter, staat in de Despauteerstraat, tegenover de Openbare Bibliotheek van de stad Ninove. Het standbeeld toont Despauterius met zijn 7 werken over Latijnse grammatica.
Het stedelijk museum beschikt over een schilderij dat deze humanist voorstelt.
“Het werk van deze humanist was eeuwenlang in heel Europa succesvol. Zolang het Latijn de voertaal was in het onderwijs, was Despauterius’ grammatica een begrip. Ik vergelijk zijn werk met onze Van Dale. Dit woordenboek blijft doorheen de edities de naam dragen die een waarmerk geworden is, ook al is de huidige uitgave niet meer met de oorspronkelijke te vergelijken. Zo was het ook met Despauterius: zijn werk werd aangepast, verbeterd en van commentaar voorzien, maar het kwaliteitslabel ‘Despauterius‘ bleef bewaard. Johannes Despauterius maakte dan ook de beste grammatica die aan deze zijde van de Alpen beschikbaar was.” 

- Constant Matheeussen op de viering van de 500ste verjaardag van Despauterius in 1980.

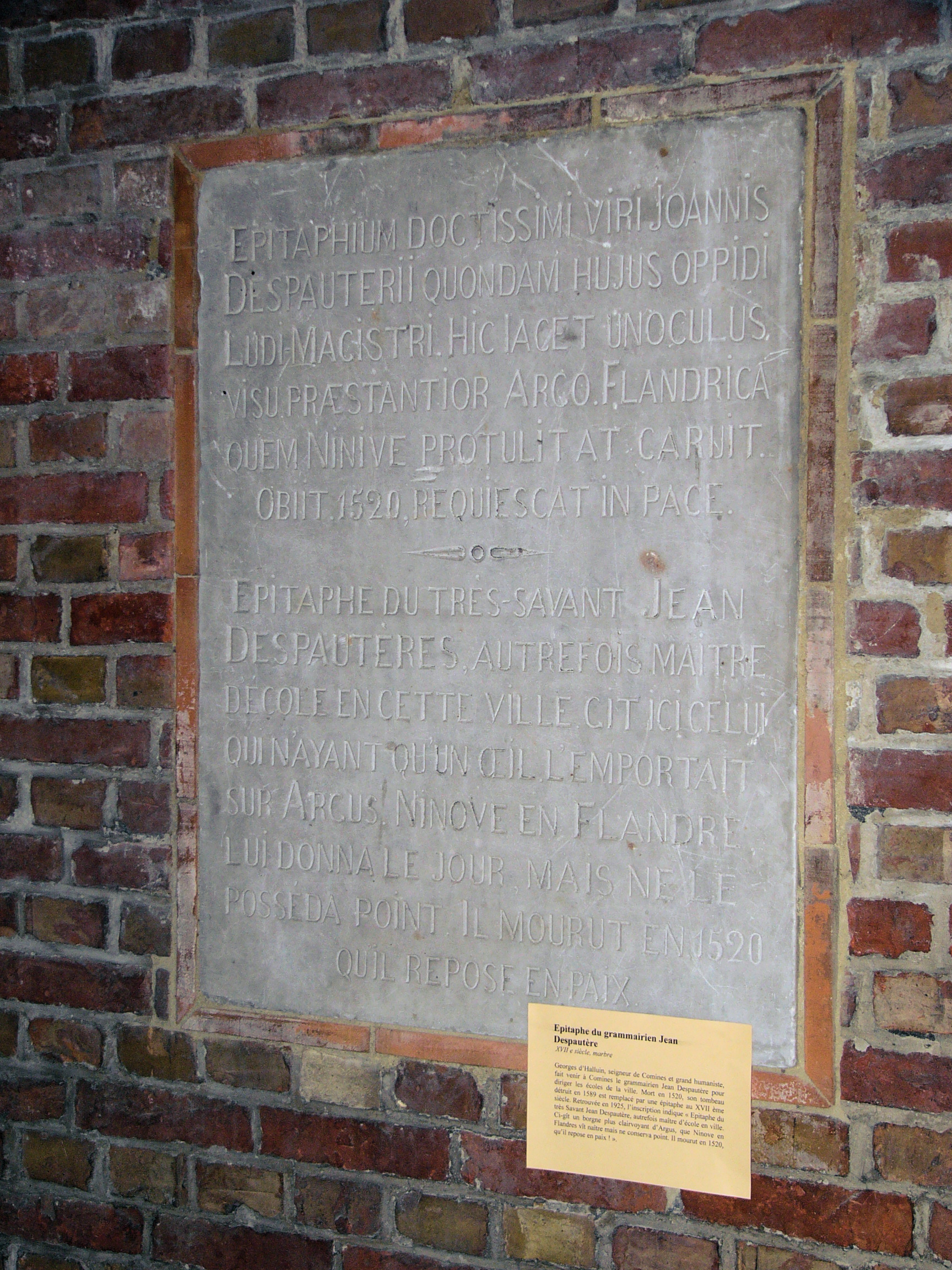
Grafschrift van Johannes Despauterius in Komen (Frankrijk) (Église Saint-Chrysole).

## Externe Links
Digitalized works:
- Rudimenta at KU Leuven Bijzondere Collecties
- Syntaxis at KU Leuven Bijzondere Collecties
- Other works at Lovaniensia

- Bibsys: 6096160
- Biblioteca Nacional de España: XX1249465
- Bibliothèque nationale de France: cb12181007x (data)
- Biografisch Portaal: 82017341
- Catàleg d'autoritats de noms i títols de Catalunya: 981058516307806706
- Digitale Bibliotheek voor de Nederlandse Letteren: desp005
- Gemeinsame Normdatei: 124788602
- International Standard Name Identifier: 0000 0000 6629 2940
- Library of Congress Control Number: nr87000625
- Nationale Bibliotheek van Tsjechië: mzk2006363521
- Nationale en Universitaire bibliotheek Zagreb: 000513178
- Nederlandse Thesaurus van Auteursnamen: 339735015
- Istituto Centrale per il Catalogo Unico: BVEV016942
- LIBRIS: 366000
- Système universitaire de documentation: 030384966
- Virtual International Authority File: 53924
- WorldCat: E39PBJdRxRcWmYP4Wjgbq9cByd